# Erycibe schmidtii
Erycibe schmidtii är en vindeväxtart som beskrevs av William Grant Craib. Erycibe schmidtii ingår i släktet Erycibe och familjen vindeväxter. Inga underarter finns listade i Catalogue of Life.